# 十里铺街道 (宝鸡市)
十里铺街道，是中华人民共和国陕西省宝鸡市金台区下辖的一个乡镇级行政单位。

## 行政区划
十里铺街道下辖以下地区：
宏文路西社区、供电局社区、陕棉十二厂社区、斗鸡社区、宏文路东社区、宏文南路社区、大庆路社区和电机段社区。
下辖8个社区:
宏文路西社区、大庆路西社区、纺织家园社区、斗鸡社区、宏文路东社区、宏文路南社区、大庆路东社区、电苑社区